# خوان گویتیسولو
خوان گویتیسولو (به اسپانیولی: Juan Goytisolo Gay) ؛ (انگلیسی: Juan Goytisolo ؛ ۵ ژانویهٔ ۱۹۳۱ – ۴ ژوئن ۲۰۱۷) نویسنده، فیلم‌نامه‌نویس، شاعر، و روزنامه‌نگار و ادیب شرق‌شناس اهل اسپانیا بود.
از فیلم‌ها یا برنامه‌های تلویزیونی که وی در آن نقش داشته‌است می‌توان به موسیقی ما اشاره کرد.
وی همچنین برندهٔ جوایزی همچون جایزه سروانتس و جایزه ملی ادبیات اسپانیایی شده‌است.
بسیاری او را یکی از بالاترین نویسندگان اسپانیا می‌دانند چرا که در مبارزه علیه ژنرال فرانکو شهرت دارد. او در نوشته‌هایش آثار عمیق زبان عربی را در جامعه اسپانیا نشان می‌دهد. کتاب مترجم عربی اسپانیولی او در جهان عرب در صدر تألیفان او قرار می‌گیرد.

## زندگی
خوان گویتیسولو در ۵ ژانویه ۱۹۳۱در بارسلون اسپانیا در خانواده‌ای روشنفکر به دنیا آمد، پس از پایان تحصیلات متوسطه در دانشگاه همین شهر وارد رشته حقوق شد ولی تحصیلاتش را به پایان نرساند. او در سال ۱۹۵۶ به پاریس سفر کرد و در آنجا زندگی در تبعید را انتخاب کرد. در پاریس بود که با مجله‌های رمان نو و تیل کیل آشنا شد ولی بعدها به عنوان مشاور ادبی چاپخانه جالیمار کار کرد. او علاوه بر این در دانشگاه‌های کالیفرنیا، بوستون و نیویورک نیز به عنوان استاد دانشگاه خدمت می‌کرد.
برادرانش نیز از مشهورترین ادبای اسپانیا بحساب می‌آمدند. برادرش لویس یکی از مشهورترین نویسندگان اسپانیا و برادر دیگرش اگوستین شاعر معروف این کشور است.

## فعالیت‌ها
خوان در مبارزه علیه ژنرال فرانکو چهره شناخته شده‌ای است و به این دلیل بود که در زمان حکومت او نتوانست به اسپانیا بازگردد. از معروف‌ترین مواضع او مخالفتش با استعمار الجزایر توسط فرانسه است. او به فراریان الجزایری در خانه‌اش پناه می‌داد و از آن‌ها حمایت می‌کرد. او در کارهایش روی فرهنگ عربی و اسلامی، اندلس و اسپانیا و لاتین و فرانسه کار می‌کرد و از آنجا که در آمریکا تحصیل کرده بود روی فرهنگ انگلیس نیز کار می‌کرد.
او در زمان جنگ یوگسلاوی در آثار و مقالاتش از مقاومت مسلمانان بوسنی در سارایوو حمایت کرد. در سال۱۹۹۳ جایزه نایلی زاکس به او تعلق گرفت و عمده دوران زندگی اش را در کشورهای فرانسه و مراکش گذراند.
این نویسنده اسپانیولی به عنوان کسی که از اسلام و مسلمان و فلسطین حمایت می‌کند شناخته می‌شد.
در ارتباط با زبان عربی او یکی از کسانی بود که نزدیک به ۴۰۰۰ واژه عربی رایج در زبان اسپانیولی را گرد آوری کرد. در زمان حضور مسلمانان در اسپانیا بسیاری از نویسندگان و ادیب‌های این کشور زبان عربی را آموخته بودند و با آن در آندلس آن روزگار صحبت می‌کردند.
خوان تألیف‌های زیادی دارد ولی مشهورترین آن‌ها عبارت اند از: اشاره‌ها، خواسته‌های کونت از آقای خولیان، درنگ بعد از جنگ، اصلاحات پرنده تنهاست، ولی مشهورترین کتاب او کتاب مترجم عربی اسپانیایی است که برای ایجاد نزدیکی میان خلق‌ها نوشته شده‌است. از جمله دیگر کارهای او نگارش نزدیک به ۵۰ کتاب شامل ۲۰ کتاب روایت است.

## جوایز
خوان گویتیسولو جوایز متعددی را در کشورش و دیگر کشورهای جهان بدست آورد. یکی از این جوایز جایزه خوآن رولفو که ویژه ادبیات آمریکای لاتین و کارائیب است. جایزه ملی ادبیات اسپانیا نیز به او اختصاص داده شده‌است. کتابخانه سروانتس در مراکش نیز در گرامیداشت از او به نامش ثبت شده‌است.
در آخرین سال‌های حکومت معمر قذافی رهبر سابق لیبی وی جایزه‌ای با قیمت یک میلیون دلار به خوان اهدا کرد ولی در اعتراض به نقض حقوق بشر توسط او، خوان گویتیسولو این جایزه را رد کرد و این موضع باعث شهرت هرچه بیشتر او در جامعه عرب شد.

## درگذشت
خوان گویتیسولو در سحرگاه یکشنبه ۴ ژوئن ۲۰۱۷ در شهر مراکش در سن ۸۶ سالگی درگذشت.